# بيغي ستيوارت
بيغي ستيوارت (بالإنجليزية: Peggy Stewart)‏ هي ممثلة أمريكية، ولدت في 5 يونيو 1923 بويست بالم بيتش في الولايات المتحدة.

## أعمال

### أفلام
- (2012) هذا هو ابني[6]

### مسلسلات
- اسمي إيرل
- بيفرلي هيلز 90210
- فلاش فورورد
- ويدز

## وصلات خارجية
- بيغي ستيوارت على موقع IMDb (الإنجليزية)
- بيغي ستيوارت على موقع روتن توميتوز (الإنجليزية)
- بيغي ستيوارت على موقع ألو سيني (الفرنسية)
- بيغي ستيوارت على موقع أول موفي (الإنجليزية)
- بيغي ستيوارت على موقع قاعدة بيانات برودواي على الإنترنت (الإنجليزية)
- بيغي ستيوارت على موقع قاعدة بيانات الأفلام السويدية (السويدية)
- بيغي ستيوارت على موقع قاعدة بيانات الفيلم (الإنجليزية)
- بيغي ستيوارت على موقع كينوبويسك (الروسية)